# Jater

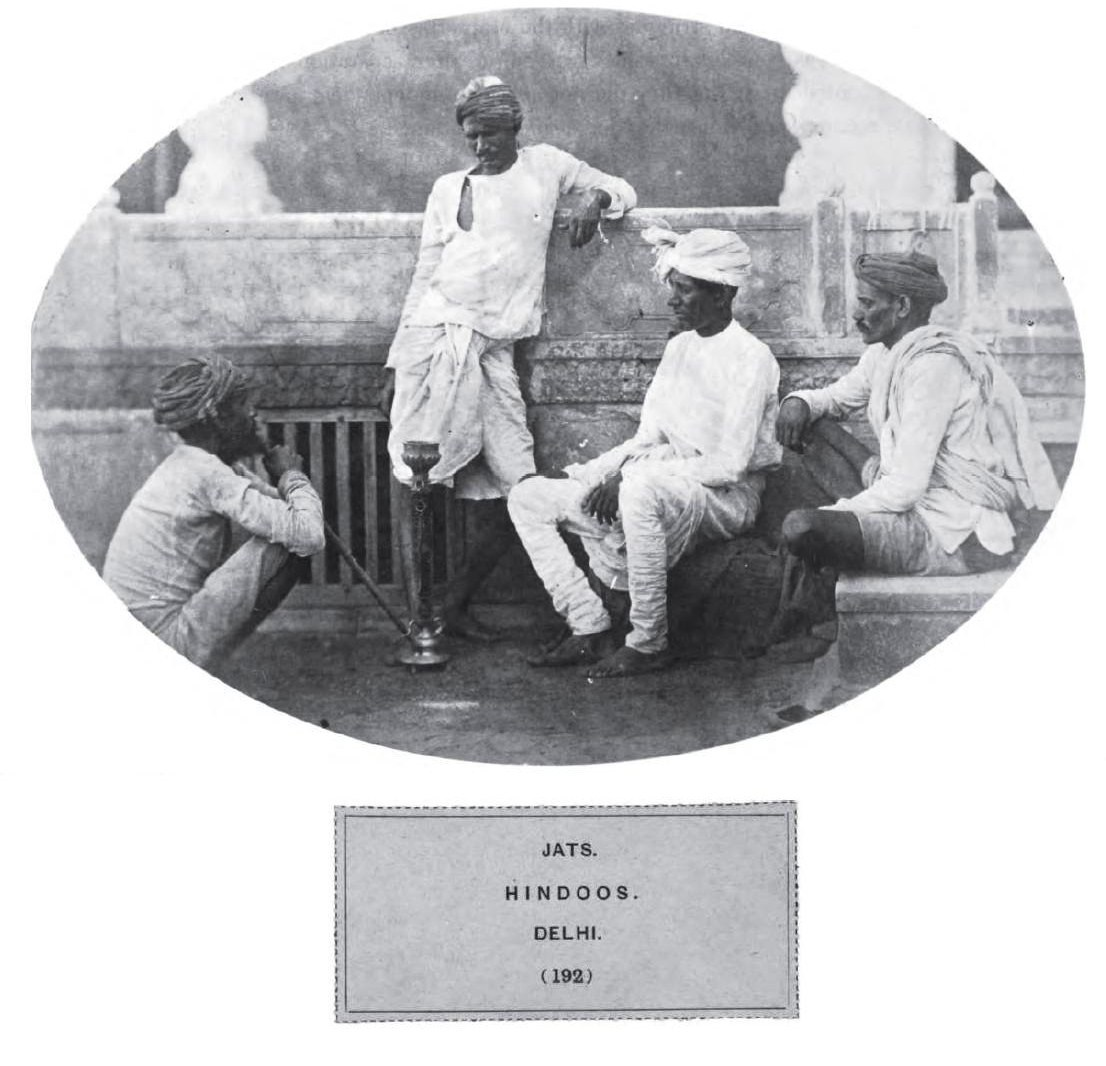
Hinduiska jater nära Delhi 1868.

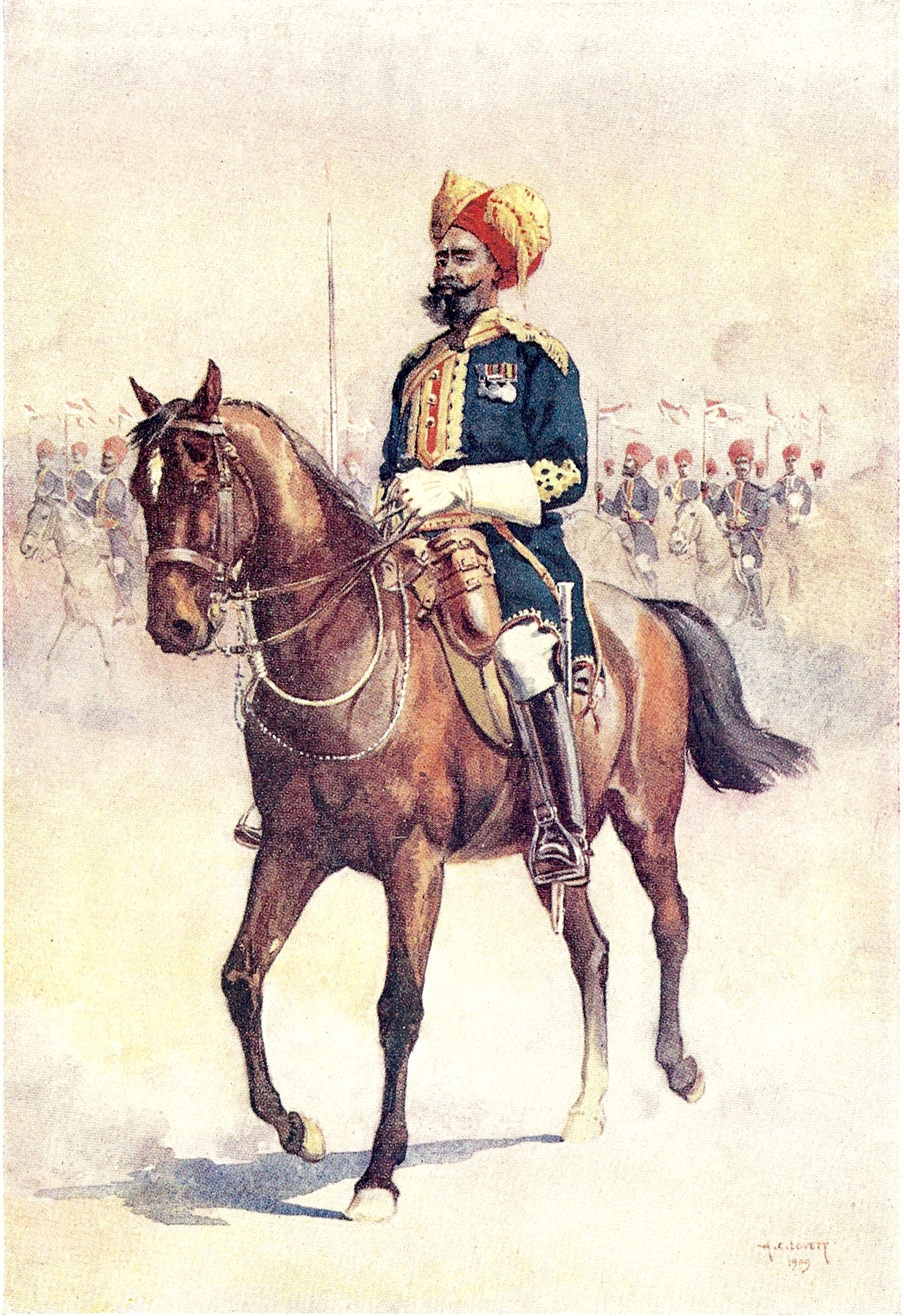
14th Murrays Jat Lancers var ett av åtskilliga brittiska regementen som utgjordes av jater. Risaldar Major målad av AC Lovett (1911).

Jater (på engelska Jat people, även stavat Jaat) är en nordindisk folkgrupp som finns på båda sidor om gränsen mellan Indien och Pakistan. I vissa källor ges de beteckningen kast medan andra betecknar dem som en community, en stam (tribe) eller en ras (race). Vad gäller religionen är de muslimer (främst i Pakistan), hinduer eller sikher. Inom den sikhiska religionen är jaterna den största etniska gruppen.
Jaternas antal anges mycket olika i olika källor. Den kristna missionsinriktade hemsidan Joshua Project anger att det  i Indien finns 18,7 miljoner hinduiska jater, 10,5 miljoner sikhiska jater och knappt 500 000 muslimska jater Tidningen India Today, anger i början av 2016 att jaterna är 2 procent av Indiens befolkning, alltså cirka 24 miljoner. Hindustan Times anger 2016 att det finns 82,5 miljoner jater i Indien.
Fram till sen medeltid var jaterna huvudsakligen nomadiska boskapsskötare i Sindh i den nedre Indusdalen och spred sig gradvis mot norr och öster och blev bofasta jordbrukare. I Punjab och västra Gangesslätten var de vid 1500-talets slut en av de största folkgrupperna.  I detta område kom jat att beteckna en jordbrukare som inte tillhörde den rajputiska eliten, snarare än att hänvisa till en kast eller ett visst etniskt ursprung. Jaterna var organiserade i klaner med gemensamt jordinnehav och gjorde sig kända för sin stolthet och sin gruppsolidaritet och för sin ovilja att underordna sig under centrala härskare. Även när jordägandet blev mera individuellt fortlevde klangemenskapen mellan de jater som ägde jorden och de småbönder eller lantarbetare som brukade den, vilket gav jordägarna möjlighet att effektivt mobilisera militär styrka. Under 1600- och 1700-talet fanns ett antal jat-dominerade kungadömen i nuvarande Punjab, Uttar Pradesh och Rajastan, som utmanade Moghulrikets dominans i nordindien.
Under större delen av sin historia har jaterna inte varit inordnade i det hinduiska varna-systemet. Under britternas kolonialvälde karakteriserades de som en "krigarras" (martial race) och jatiska ledare aspirerade på att jaterna skulle klassas inom varnan kshatriya, något som på 1920- och 30-talen ledde till starka konflikter i de regioner som dominerades av den traditionella eliten rajputs. Idag gäller kampen i stället  att bli klassificerade i gruppen kategorin Other Backward Castes, vilket kan ge viss förtur till arbeten och utbildningsplatser inom ramen för den politik av positiv särbehandling som kallas reservation policy. Även om de flesta fortfarande arbetar med jordbruk finns det idag jater inom alla yrken och ekonomiskt definierade samhällsklasser.